# Klim Xipenko
Klim Alekseevich Xipenko (rus: Клим Алексеевич Шипенко; nascut el 16 de juny de 1983) és un director de cinema, guionista, actor i productor rus.

## Carrera

### Filmació a l'espai exterior
El 2021, Xipenko té previst de filmar parts d'una pel·lícula de ciència-ficció a l'Estació Espacial Internacional. Ha de ser la segona pel·lícula de ficció, i el primer llargmetratge filmat a l'espai. El nom provisional del projecte és El repte (rus: Вызов), i es filmarà entre el llançament del Soiuz MS-19 i el retorn del Soiuz MS-18. La primera pel·lícula de ficció filmada a l'espai exterior va ser el curtmetratge Apogee of Fear, el 2008. Tom Cruise i Doug Liman també pretenen filmar el primer llargmetratge de ficció a l'espai. A l'EEI Xipenko s'encarregarà de la càmera, il·luminació, so i maquillatge. El material de filmació es llançaria amb la Progress MS-18. Els astronautes Pyotr Dubrov i Mark Vande Hei ajudaran amb la filmació. Es tracta d'un projecte conjunt entre Roscosmos i el Primer Canal rus, i Klim Xipenko i l'actriu Iúlia Peressild volaran juntament amb Anton Shkaplerov. Ja han estat inclosos en la tripulació principal de l'expedició 66 a l'EEI.

## Filmografia

### Com a director
- Night Express (2006)
- White Night (2006)
- Neproshchennye (2009)
- 1000 Kilometers from My Life (2010)
- Vsyo prosto (2012)
- Love Does Not Love (2014)
- The Nerd's Confession (2016)
- Salyut 7 (2017)
- Text (2019)[11][12][13]
- Serf (2019)
- December (2021)

### Com a guionista
- Night Express (2006)
- White Night (2006)
- Neproshchennye (2009)
- 1000 Kilometers from My Life (2010)
- Vsyo prosto (2012)
- Love Does Not Love (2014)
- Salyut 7 (2017)
- December (2021)

### Com a actor
- Neproshchennye (2009)
- Vsyo prosto (2012)
- Salyut 7 (2017)

### Com a productor
- White Night (2006)
- Night Express (2006)
- Vsyo prosto (2012)